# Церковь Святого Серафима Саровского (Париж)
Церковь Святого Серафима Саровского (фр. Église Saint-Séraphin-de-Sarov) — православный храм Архиепископии православных русских церквей в Западной Европе Московского Патриархата, расположенный в городе Париже во Франции.

## История

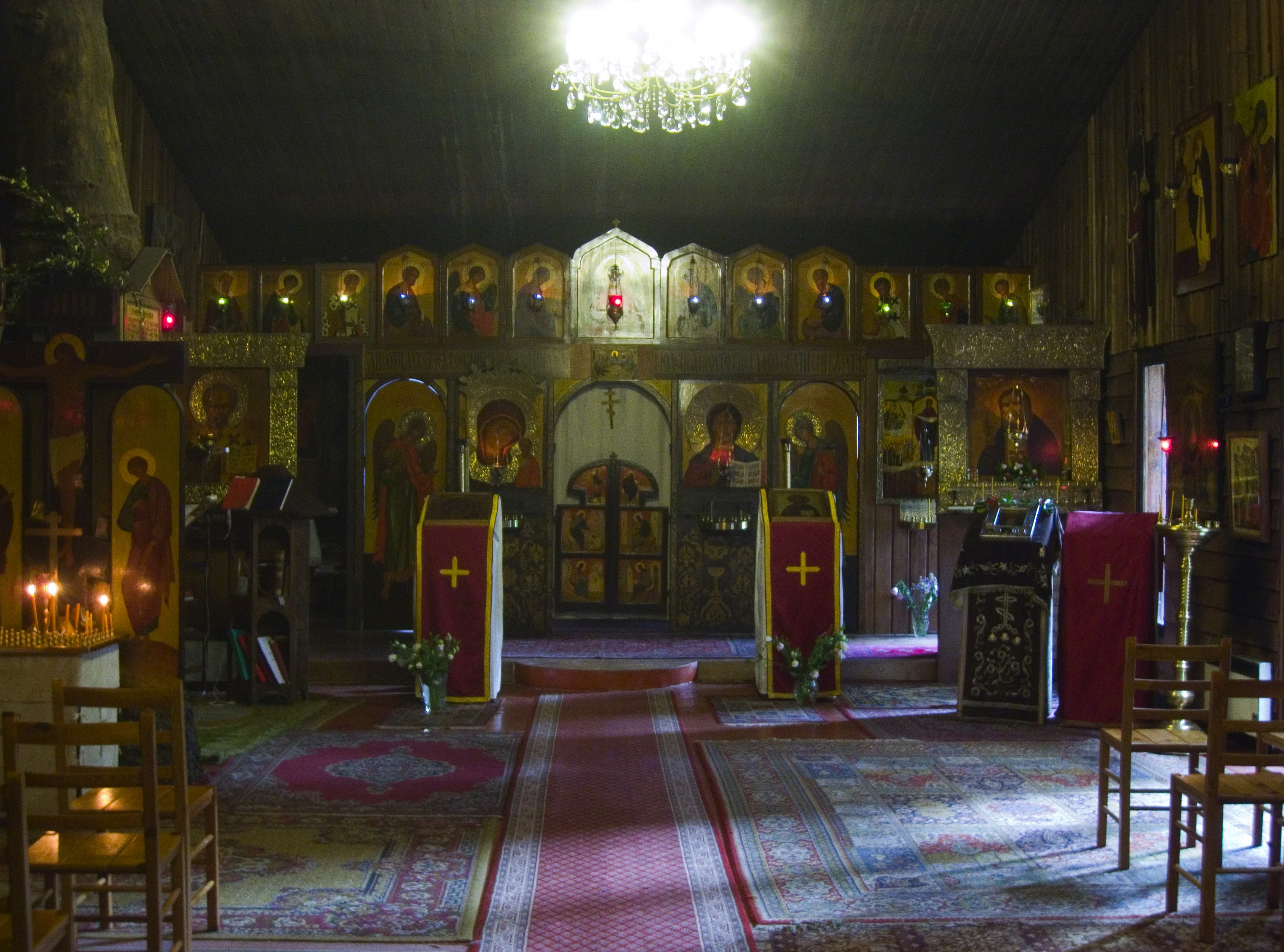
Иконостас церкви

Храм на рю Лекубр был построен в 1933 году и освящён в честь преподобного Серафима Саровского. Проект иконостаса церкви создал учредитель Общества возрождения художественной Руси, академик Н. В. Глоба. В нижнем ряду были установлены иконы письма П. А. Федорова.
Спустя сорок лет здание храма пришло в негодность, в связи с чем в 1973—1974 годах на месте старого храма по проекту архитектора А. Н. Фёдорова была построена новая деревянная церковь. Внутри храма находятся два массивных клёна, стволы которых выходят наружу через отверстия в крыше (одно растение живое, второе — засохшее). На одном из деревьев находится текст завещания Серафима Саровского.
Одной из главных святыней храма является икона преподобного Серафима с частицей его мощей. Также в церкви хранятся часть камня, вывезенного из Царского Села, на котором святой совершал свой молитвенный подвиг, часть мантии святого и небольшое количество муки, которую сестры Дивеевского монастыря мололи на ручной мельнице и раздавали по горстке паломникам как благословение.
В 1978 году по проекту Н. И. Исцеленнова был создан окончательный вариант иконостаса, а средства на эту работу были пожертвованы баронессой Ольгой Анатольевной Штромберг, пожертвовавшей 10 тысяч франков. На иконах с оборотной (алтарной) стороны находятся поминальные надписи имён умерших или погибших в революции и войнах членов семьи О. А. Штромберг, а также имена погибшей царской семьи. Центральные иконы деисусного чина — Спаситель, Богородица, Иоанн Предтеча, Архангелы и Апостолы — написаны Г. В. Морозовым. Боковые шесть икон — работа младшего поколения иконописцев парижской иконы: «Василий Великий» — Н. Г. Спасская, «Великомученик Георгий» — Н. П. Спасский, «Андрей Первозванный» — В. А. Цевчинский, «Григорий Богослов» — З. Е. Залеская, «Дмитрий Солунский» — И. А. Кюлев, «Святая княгиня Ольга» — С. Я. Рышкова-Чекунова. Внешнюю сторону южной стены храма украшает образ Серафима Саровского и четыре маленьких колокола.
Приход регулярно организовывает катехизические «Православные встречи». Богослужения в храме совершаются на церковнославянском и на французском языке. С 2010 года в церкви служит Кристоф Левалуа.
17 апреля 2022 года церковь была полностью уничтожена пожаром. Французская полиция исходит из того, что причиной этого было использование свечей, а не поджог